# Enric Espieut
Enric Espieut (en francès Henri Espieux, Toló, 1923 - Nimes, 1971) fou un escriptor occità d'expressió provençal. Va viure la major part de la seva vida a París on hi va fundar una secció de l'Institut d'Estudis Occitans.
Va dirigir la col·lecció Messatges. Joan Larzac va dir d'ell que havia estat "un dei poètas màgers de nòstra renaissença inacabada".

## Citació famosa
Non me digatz pas de Francés,

Me digatz pas de provençau

E me digatz pas d'occitan [...]

Que ma patria es de l'escriure.

Pasmens escrive en occitan.

## Obres
- Telaranha, coll. "Messatges", Institut d'Estudis Occitans/Subervie, Rodés, 1949
- amb Albert Maquet, Luire dans le noir : poèmes provençaux et wallons, París, Seghers, 1954
- "Cernida de Godolin" dins Òc, abril de 1949, p. 31-36
- Òsca Manòsca !, Tolon, Obradors de la Poesia Occitana, 1963
- Istòria d'Occitània, Lavit, Lo libre occitan, 1968 (revirat puèi en francés: Histoire de l'Occitanie, Agen, Cap e Cap, 1970)
- Lo tèmps de nòstre amor, lo tèmps de nòstra libertat, Version francesa de Jean Revest, IEO, 1972
- Jòi e jovent. Tolosa: IEO, 1974.